# Unione Calcio Sampdoria 1950-1951
Questa voce raccoglie le informazioni riguardanti l'Unione Calcio Sampdoria nelle competizioni ufficiali della stagione 1950-1951.

## Stagione
La Sampdoria nella stagione 1950-1951 ha partecipato al campionato di Serie A e si è classificata al dodicesimo posto con 33 punti, a pari merito del Novara.

## Organigramma societario
Area direttiva
- Presidente: Aldo Parodi

Area tecnica
- Allenatore: Giuseppe Galluzzi (fino al 1º aprile 1951) Gipo Poggi (dal 2 aprile 1951)

## Divise
| Prima divisa |

## Rosa
| N. |                   | Ruolo | Calciatore         |
| -- | ----------------- | ----- | ------------------ |
|    | Italia (bandiera) | C     | Romano Agostinelli |
|    | Italia (bandiera) | D     | Silvio Arrighini   |
|    | Italia (bandiera) | C     | Giovanni Ballico   |
|    | Italia (bandiera) | C     | Adriano Bassetto   |
|    | Italia (bandiera) | C     | Vittorio Bergamo   |
|    | Italia (bandiera) | D     | Luigi Bertani      |
|    | Italia (bandiera) | C     | Aristide Coscia    |
|    | Svezia (bandiera) | C     | Ingvar Gärd        |

| N. |                      | Ruolo | Calciatore          |
| -- | -------------------- | ----- | ------------------- |
|    | Italia (bandiera)    | A     | Renato Gei          |
|    | Italia (bandiera)    | D     | Edy Gratton         |
|    | Argentina (bandiera) | C     | Juan Carlos Lorenzo |
|    | Italia (bandiera)    | A     | Arnaldo Lucentini   |
|    | Italia (bandiera)    | P     | Satiro Lusetti      |
|    | Italia (bandiera)    | A     | Luigi Parodi        |
|    | Italia (bandiera)    | D     | Pietro Podestà      |
|    | Italia (bandiera)    | A     | Giorgio Pruzzo      |
|    | Italia (bandiera)    | P     | Vincenzo Reverchon  |
|    | Argentina (bandiera) | A     | Mario Sabbatella    |
|    | Italia (bandiera)    | P     | Luigi Carzino       |

## Risultati

### Serie A

#### Girone di andata
| Arbitro: | Tassini (Verona) |

|                                    |           |  |
| Arangelovich 52’, 75’ Mainardi 53’ | Marcatori |  |

| Arbitro: | Bellè (Venezia) |

|         |           |                           |
| Gei 26’ | Marcatori | 31’ Annovazzi 71’ Nordahl |

| Arbitro: | Marchetti (Milano) |

|                                    |           |             |
| Santos 57’, 73’ (rig.) Giraudo 77’ | Marcatori | 10’ Lorenzo |

| Arbitro: | Tassini (Verona) |

|                   |           |               |
| Parola 65’ (aut.) | Marcatori | 67’ Boniperti |

| Bergamo 8 ottobre 1950 5ª giornata | Atalanta          | 0 – 0 | Sampdoria | Stadio Comunale\| Arbitro: \| Bertolio (Torino) \| |
| Arbitro:                           | Bertolio (Torino) |       |           |                                                    |

| Arbitro: | Gamba (Napoli) |

|                                    |           |           |
| Bassetto 50’ Lucentini 87’ Gei 90’ | Marcatori | 41’ Begni |

| Arbitro: | Massai (Pisa) |

|                     |           |                              |
| Unzain 17’ Arce 48’ | Marcatori | 55’ Gei 78’ (aut.) Antonazzi |

| Arbitro: | Longagnani (Modena) |

|                |           |                       |
| Sabbatella 30’ | Marcatori | 17’ Curti 64’ Sforzin |

| Arbitro: | Cartei (Firenze) |

|                                             |           |                |
| Armano 55’ Wilkes 62’, 82’, 88’ Lorenzi 66’ | Marcatori | 15’ Sabbatella |

| Arbitro: | Valsecchi (Milano) |

|                                        |           |                |
| Lucentini 2’ Parodi 50’ Sabbatella 76’ | Marcatori | 78’ Valcareggi |

| Genova 19 novembre 1950 11ª giornata | Sampdoria      | 0 – 0 | Fiorentina | Stadio Luigi Ferraris\| Arbitro: \| Savio (Torino) \| |
| Arbitro:                             | Savio (Torino) |       |            |                                                       |

| Arbitro: | Bellè (Venezia) |

|                                               |           |  |
| Todeschini 26’ Astorri 50’ Bacchetti 52’, 85’ | Marcatori |  |

| Arbitro: | Carpani (Milano) |

|                                  |           |                    |
| Arrighini 26’ (rig.) Gratton 78’ | Marcatori | 60’ (rig.) Baldini |

| Arbitro: | Righi (Milano) |

|                               |           |  |
| Sørensen 22’ Rinaldi 75’, 86’ | Marcatori |  |

| Arbitro: | Silvano (Torino) |

|           |           |  |
| Coscia 1’ | Marcatori |  |

| Arbitro: | Pieri (Trieste) |

|             |           |             |
| Turbeky 88’ | Marcatori | 16’ Bergamo |

| Arbitro: | Massai (Pisa) |

|                                |           |            |
| Pinardi 43’ (aut.) Lorenzo 53’ | Marcatori | 3’ Rabitti |

| Bologna 7 gennaio 1951 18ª giornata | Bologna           | 0 – 0 | Sampdoria | Stadio Comunale\| Arbitro: \| Bertolio (Torino) \| |
| Arbitro:                            | Bertolio (Torino) |       |           |                                                    |

| Arbitro: | Cicardi (Lecco) |

|                                  |           |             |
| Bronée 26’, 57’ Di Maso 62’, 77’ | Marcatori | 49’ Lorenzo |

#### Girone di ritorno
| Arbitro: | Dattilo (Roma) |

|         |           |         |
| Gei 67’ | Marcatori | Pesaola |

| Arbitro: | Gemini (Roma) |

|                             |           |  |
| Nordahl 52’ Gren 65’ (rig.) | Marcatori |  |

| Arbitro: | Bernardi (Bologna) |

|                        |           |            |
| Sabbatella 41’ Gei 64’ | Marcatori | 69’ Picchi |

| Arbitro: | Corallo (Lecce) |

|                                                              |           |                           |
| Hansen 7’, 61’ Hansen 25’, 31’, 71’ Muccinelli 69’ Præst 85’ | Marcatori | 15’ Coscia 35’ Sabbatella |

| Arbitro: | Rigato (Mestre) |

|                   |           |             |
| Gei 2’ Parodi 34’ | Marcatori | 60’ Caprile |

| Arbitro: | Valsecchi (Milano) |

|                                 |           |              |
| Giannini 26’ Ballico 76’ (aut.) | Marcatori | 71’ Bassetto |

| Arbitro: | Agnolin (Bassano del Grappa) |

|             |           |          |
| Bergamo 82’ | Marcatori | 19’ Arce |

| Arbitro: | Liverani (Torino) |

|                     |           |        |
| Costa 51’ Celio 78’ | Marcatori | 8’ Gei |

| Arbitro: | Gamba (Napoli) |

|  |           |                                       |
|  | Marcatori | 9’ Nyers 29’, 35’ Skoglund 78’ Armano |

| Arbitro: | Valsecchi (Milano) |

|                                       |           |  |
| Cattaneo 15’ Mayer 46’, 56’ Mazza 74’ | Marcatori |  |

| Arbitro: | Pieri (Trieste) |

|                                     |           |  |
| Roosenburg 25’, 51’ Dalla Torre 27’ | Marcatori |  |

| Arbitro: | Longagnani (Modena) |

|                                               |           |            |
| Gramaglia 24’ (aut.) Lorenzo 36’ Bassetto 40’ | Marcatori | 58’ Amadei |

| Arbitro: | Bertolio (Torino) |

|                           |           |                                        |
| De Prati 45’ Mellberg 82’ | Marcatori | 6’ Bergamo 17’ Bassetto 88’ Sabbatella |

| Arbitro: | Carpani (Milano) |

|                |           |              |
| Sabbatella 57’ | Marcatori | 27’ Sørensen |

| Arbitro: | Longagnani (Modena) |

|                                                                     |           |  |
| Sundqvist 1’ Nordahl 45’ (rig.) Tre Re 51’ Andersson 61’ Merlin 66’ | Marcatori |  |

| Arbitro: | Canavesio (Torino) |

|                     |           |  |
| Gei 30’ Lorenzo 53’ | Marcatori |  |

| Arbitro: | Silvano (Torino) |

|                                |           |  |
| Pinardi 14’ Bertani 56’ (aut.) | Marcatori |  |

| Arbitro: | Massai (Pisa) |

|                                                                    |           |                         |
| Gei 4’ Lorenzo 7’ Sabbatella 12’, 17’, 86’ Parodi 33’ Bassetto 70’ | Marcatori | 13’ Tacconi 50’ Filiput |

| Arbitro: | Matucci (Seregno) |

|                                            |           |           |
| Bassetto 12’ Gei 26’, 40’, 88’ Lorenzo 45’ | Marcatori | 72’ Galli |

## Statistiche

### Statistiche di squadra
| Competizione | Punti | In casa | In casa | In casa | In casa | In casa | In casa | In trasferta | In trasferta | In trasferta | In trasferta | In trasferta | In trasferta | Totale | Totale | Totale | Totale | Totale | Totale | DR  |
| Competizione | Punti | G       | V       | N       | P       | Gf      | Gs      | G            | V            | N            | P            | Gf           | Gs           | G      | V      | N      | P      | Gf     | Gs     | DR  |
| ------------ | ----- | ------- | ------- | ------- | ------- | ------- | ------- | ------------ | ------------ | ------------ | ------------ | ------------ | ------------ | ------ | ------ | ------ | ------ | ------ | ------ | --- |
| Serie A      | 33    | 19      | 11      | 5       | 3       | 38      | 22      | 19           | 1            | 4            | 14           | 13           | 54           | 38     | 12     | 9      | 17     | 51     | 76     | -25 |

### Statistiche dei giocatori
| Giocatore         | Serie A  | Serie A |
| Giocatore         | Presenze | Reti    |
| ----------------- | -------- | ------- |
| R. Gei            | 38       | 12      |
| A. Coscia         | 35       | 2       |
| M. Sabbatella     | 34       | 11      |
| E. Gratton        | 31       | 1       |
| A. Lucentini      | 31       | 3       |
| S. Arrighini      | 30       | 1       |
| L. Bertani        | 27       | 0       |
| G. Ballico        | 26       | 0       |
| A. Bassetto       | 26       | 6       |
| V. Bergamo        | 23       | 3       |
| J. Carlos Lorenzo | 22       | 7       |
| S. Lusetti        | 21       | -42     |
| L. Parodi         | 21       | 3       |
| I. Gärd           | 19       | 0       |
| V. Reverchon      | 17       | -34     |
| P. Podestà        | 11       | 0       |
| R. Agostinelli    | 4        | 0       |
| G. Pruzzo         | 1        | 0       |